# Петър Кантарджиев
Петър Кантарджиев е български архитект. Той е автор на проекта на първия хотел в Пампорово, построен през 1926 година и собственост на неговия роднина Никола Чичовски.

## Биография
Роден е на 9 май 1893 г. в София. От 1910 г. е член на БРСДП (т.с.). Завършва архитектура в Германия и от 1920 до 1945 г. практикува като частен архитект. Завършва проекта на брезнишката църква „Свети Георги“, започнат от руския архитект Александър Смирнов. Главен архитект на София (1945 – 1948). Заместник главен архитект на България (1950 – 1952). Директор на Софийската окръжна проектантска организация (1952 – 1961). Ръководител на колективи за изработването на градоустройствените планове на Перник, Самоков и др. (1945 – 1960). Автор е на „Градостроителството в миналото и при социализма“ (1952). Умира на 20 януари 1981 година.